# نروجین اسکای
نروجین اسکای (به انگلیسی: Norwegian Sky) یک کشتی است که طول آن ۸۲۸ فوت (۲۵۲٫۴ متر) می‌باشد. این کشتی در سال ۱۹۹۶ ساخته شد.